# ピッチャー (容器)
ピッチャー（英: pitcher）とは、耳型の取っ手と注ぎ口をもつ水差し、1つ、もしくは2つの取っ手を持つ陶器、ガラス、プラスチック製の液体容器。認定や選択の象徴とされている。ジャグ（jug）とも呼ばれる。
食事の際に水、茶、コーヒー、牛乳、ジュース、ビールなどの飲み物を供するため、あるいは料理用の液体調味料を入れておくために用いられる容器。前者はドリンクピッチャー、後者はクッキングピッチャーなどとも呼ばれる。フランス語ではカラフ（仏: Carafe）というが、日本ではカラフェと発音・表記される場合が多い。
ドリンクピッチャーは用途に応じて、それぞれ、水を入れるためのものはウォーターピッチャー、お茶を入れるためのものはティーピッチャー、コーヒーを入れるためのものはコーヒーピッチャー、牛乳を入れるためのものはミルクピッチャー、ジュースを入れるためのものはジュースピッチャー、居酒屋などでビールやカクテルなどの酒類を入れるためのものはビールピッチャーとも呼ばれる。このうちミルクピッチャーは、コーヒー茶碗および受け皿、コーヒーポット、砂糖入れとともに組物としてコーヒーセットを構成する。また、ミルクピッチャーは、紅茶碗及び受け皿、ティーポット、砂糖入れとともに組物として紅茶セットを構成する。
びん状の水差しの口の部分に蓋と兼用のコップをかぶせたものは冠水瓶という。
形状は様々なものがあるが、一般に注ぎ口がある。材質としては、陶器製、ガラス製、プラスチック製のものがある。また、ピッチャーには蓋付きのものと蓋のないものがあり、大型のものには取っ手が付いていることが多い。保温の機能をもつものや保冷の機能をもつものや、ビールピッチャーには泡止めがついているものもある。